# Стоян Кітов
Стоян Кітов (болг. Стоян Китов, нар. 27 серпня 1938) — болгарський футболіст, що грав на позиції півзахисника.
Виступав, зокрема, за клуб «Спартак» (Софія), а також національну збірну Болгарії, з якою був учасником двох чемпіонатів світу та учасником Олімпійських ігор.

## Клубна кар'єра
Розпочав грати у футбол у софійських клубах «Торпедо» та «Завод 12», а з 1957 року став виступати за команду «Спартак» (Софія), кольори якої захищав протягом дванадцяти сезонів і в 1968 році став з командою володарем Кубка Радянської армії.
Завершив кар'єру футболіста виступами за команду «Дунав» (Русе), де виступав у 1968—1970 роках. Всього за кар'єру у групі «А» зіграв 258 матчів та забив 36 голів. В подальшому був тренером «Беласиці» (Петрич), «Еледжика» (Іхтіман), «Доростола» (Сілістра) та помічником тренера «Левскі» (Софія).

## Виступи за збірну
13 травня 1959 року дебютував в офіційних іграх у складі національної збірної Болгарії в товариському матчі проти Нідерландів (3:2), а вже наступного року з командою виступав на Олімпійських іграх у Римі, де зіграв в одному матчі, а його збірна не вийшла з групи.
Згодом у складі збірної був учасником чемпіонату світу 1962 року у Чилі, де зіграв два матчі — з Аргентиною (0:1) і Угорщиною (1:6), та чемпіонату світу 1966 року в Англії, зігравши один матчі проти Бразилії (0:2). В обох турнірах болгари не зуміли подолати груповий етап і після другого з них Кітов завершив кар'єру у збірній. Всього протягом кар'єри у національній команді, яка тривала 8 років, провів у її формі 21 матч, забивши 1 гол.